# Marianne Hoepfner
Marianne Hoepfner (ur. 7 kwietnia 1944 w Bourg-en-Bresse) – francuska zawodniczka startująca w wyścigach samochodowych.

## Kariera
Hoepfner rozpoczęła karierę w międzynarodowych wyścigach samochodowych w 1975 roku od startu w klasie S 2.0 24-godzinnego wyścigu Le Mans, gdzie odniosła zwycięstwo. W późniejszych latach Francuzka pojawiała się także w stawce World Challenge for Endurance Drivers oraz World Championship for Drivers and Makes.